# Famille Seffar
 (janvier 2024).
Seffar (en arabe : الصفار) est une famille marocaine de l'ancienne médina de Fès, Meknes et de Tétouan. Elle est considérée, à côté d'autres familles anciennes de Fès, comme l'une des premières élites aristocratiques, politiques et financières du Maroc.  
Une branche de la famille Seffar de Fès migre vers Salé au cours du XXe siècle.

## Étymologie
L'étymologie du nom de famille Seffar découle du hisn al-sufra, l'un des husun (Fortification) de Jayyān (Jaén) en Al-Andalus.